# Памаші
Памаші́ (рос. Памаши, марій. Пектансола) — присілок у складі Новотор'яльського району Марій Ел, Росія. Входить до складу Масканурського сільського поселення.

## Населення
Населення — 26 осіб (2010; 44 у 2002).
Національний склад (станом на 2002 рік):
- лучні марійці — 98 %